# مقاطعة كورك (وايومنغ)
مقاطعة كورك (بالإنجليزية: Crook County)‏ هي إحدى مقاطعات ولاية وايومنغ في الولايات المتحدة الأمريكية.